# Ligue majeure de baseball 2004
Navigation
2003 2005
La Ligue majeure de baseball 2004 est la 104e saison depuis le rapprochement entre la Ligue américaine et la Ligue nationale et la 129e saison de ligue majeure. 
La saison 2004 marque l'ouverture de deux nouveaux stades : Petco Park pour les Padres de San Diego et Citizens Bank Park pour les Phillies de Philadelphie.
Le coup d'envoi de la saison a lieu le 4 avril 2004 avec un match d'ouverture opposant les Red Sox de Boston aux Orioles de Baltimore.
Les Red Sox de Boston enlèvent leur septième titre en s'imposant en Série mondiale face aux Cardinals de Saint-Louis. C'est le premier titre pour Boston depuis 86 ans. 
Le déménagement de la franchise des Expos de Montréal est annoncé le 29 septembre 2004. Les Expos jouent leur 36e et dernière saison en 2004 avant de devenir les Nationals de Washington à partir de la saison 2005.
Les affluences enregistrent une hausse de 7,3 % pour atteindre 73 022 969 spectateurs payants en saison régulière.

## Saison régulière

### Événements
Le match d'ouverture oppose le 4 avril les Red Sox de Boston aux Orioles de Baltimore. Les Orioles s'imposent 9-2 à domicile. 
Le 20 juin, Ken Griffey Jr. des Reds de Cincinnati frappe son 500e coup de circuit en Ligue majeure. Il devient le 20e joueur de l'histoire à atteindre cette marque.
Le 7 août, Greg Maddux des Braves d'Atlanta enregistre sa 300e victoire en Ligue majeure. Il devient le 22e joueur de l'histoire à atteindre cette marque.

### Classement de la saison régulière
Légende : V : victoires, D : défaites, % : pourcentage de victoires, GB : games behind ou retard (en matchs) sur la première place.
| Ligue américaine (Division Est) | V   | D  | %    | GB   |
| Yankees de New York             | 101 | 61 | .623 | --   |
| Red Sox de Boston               | 98  | 64 | .605 | 3.0  |
| Orioles de Baltimore            | 78  | 84 | .481 | 23.0 |
| Devil Rays de Tampa Bay         | 70  | 91 | .435 | 30.5 |
| Blue Jays de Toronto            | 67  | 94 | .416 | 33.5 |

| Ligue américaine (Division Centrale) | V  | D   | %    | GB   |
| Twins du Minnesota                   | 92 | 70  | .568 | --   |
| White Sox de Chicago                 | 83 | 79  | .512 | 9.0  |
| Indians de Cleveland                 | 80 | 82  | .494 | 12.0 |
| Tigers de Détroit                    | 72 | 90  | .444 | 20.0 |
| Royals de Kansas City                | 58 | 104 | .358 | 34.0 |

| Ligue américaine (Division Ouest) | V  | D  | %    | GB   |
| Angels d'Anaheim                  | 92 | 70 | .568 | --   |
| Athletics d'Oakland               | 91 | 71 | .562 | 1.0  |
| Rangers du Texas                  | 89 | 73 | .549 | 3.0  |
| Mariners de Seattle               | 63 | 99 | .389 | 29.0 |

| Ligue nationale (Division Est) | V  | D  | %    | GB   |
| Braves d'Atlanta               | 96 | 66 | .593 | --   |
| Phillies de Philadelphie       | 86 | 76 | .531 | 10.0 |
| Marlins de la Floride          | 83 | 79 | .512 | 13.0 |
| Mets de New York               | 71 | 91 | .438 | 25.0 |
| Expos de Montréal              | 67 | 95 | .414 | 29.0 |

| Ligue nationale (Division Centrale) | V   | D  | %    | GB   |
| Cardinals de Saint-Louis            | 105 | 57 | .648 | --   |
| Astros de Houston                   | 92  | 70 | .568 | 13.0 |
| Cubs de Chicago                     | 89  | 73 | .549 | 16.0 |
| Reds de Cincinnati                  | 76  | 86 | .469 | 29.0 |
| Pirates de Pittsburgh               | 72  | 89 | .447 | 32.5 |
| Brewers de Milwaukee                | 67  | 94 | .416 | 37.5 |

| Ligue nationale (Division Ouest) | V  | D   | %    | GB   |
| Dodgers de Los Angeles           | 93 | 69  | .574 | --   |
| Giants de San Francisco          | 91 | 71  | .562 | 2.0  |
| Padres de San Diego              | 87 | 75  | .537 | 6.0  |
| Rockies du Colorado              | 68 | 94  | .420 | 25.0 |
| Diamondbacks de l'Arizona        | 51 | 111 | .315 | 42.0 |

### Statistiques individuelles

#### Au bâton
| Catégorie        | Ligue nationale           | Stat | Ligue américaine           | Stat |
| ---------------- | ------------------------- | ---- | -------------------------- | ---- |
| Moyenne au bâton | Barry Bonds (Giants)      | .362 | Ichiro Suzuki (Mariners)   | .372 |
| Points produits  | Vinny Castilla (Rockies)  | 131  | Miguel Tejada (Orioles)    | 150  |
| Coups de circuit | Adrián Beltré (Dodgers)   | 48   | Manny Ramírez (Red Sox)    | 43   |
| Bases volées     | Scott Podsednik (Brewers) | 70   | Carl Crawford (Devil Rays) | 59   |

#### Lanceurs
| Catégorie                 | Ligue nationale                                          | Stat | Ligue américaine         | Stat |
| ------------------------- | -------------------------------------------------------- | ---- | ------------------------ | ---- |
| Moyenne de points mérités | Jake Peavy (Padres)                                      | 2.27 | Johan Santana (Twins)    | 2.61 |
| Victoires                 | Roy Oswalt (Astros)                                      | 20   | Curt Schilling (Red Sox) | 21   |
| Retraits sur prises       | Randy Johnson (Diamondbacks)                             | 290  | Johan Santana (Twins)    | 265  |
| Sauvetages                | Armando Benítez (Marlins) Jason Isringhausen (Cardinals) | 47   | Mariano Rivera (Yankees) | 53   |

## Séries éliminatoires
|  | Séries de divisions | Séries de divisions | Séries de divisions | Séries de divisions |   |           | Séries de championnat | Séries de championnat | Séries de championnat | Séries de championnat |  |  | Série mondiale | Série mondiale | Série mondiale | Série mondiale |
|  |                     |                     |                     |                     |   |           |                       |                       |                       |                       |  |  |                |                |                |                |
|  |                     |                     |                     |                     |   |           |                       |                       |                       |                       |  |  |                |                |                |                |
|  |                     |                     |                     |                     |   |           |                       |                       |                       |                       |  |  |                |                |                |                |
|  | 1                   | Yankees             | 3                   | 3                   |   |           |                       |                       |                       |                       |  |  |                |                |                |                |
|  | 1                   | Yankees             | 3                   | 3                   |   |           |                       |                       |                       |                       |  |  |                |                |                |                |
|  | 3                   | Twins               | 1                   | 1                   |   |           |                       |                       |                       |                       |  |  |                |                |                |                |
|  | 3                   | Twins               | 1                   | 1                   | 1 | Yankees   | 3                     | 3                     |                       |                       |  |  |                |                |                |                |
|  | Ligue américaine    |                     |                     |                     | 1 | Yankees   | 3                     | 3                     |                       |                       |  |  |                |                |                |                |
|  |                     |                     | 4                   | Red Sox             | 4 | 4         |                       |                       |                       |                       |  |  |                |                |                |                |
|  | 2                   | Angels              | 4                   | Red Sox             | 4 | 4         | 0                     | 0                     |                       |                       |  |  |                |                |                |                |
|  | 2                   | Angels              |                     |                     |   |           |                       | 0                     |                       |                       |  |  |                |                |                |                |
|  | 4                   | Red Sox             | 3                   | 3                   |   |           |                       |                       |                       |                       |  |  |                |                |                |                |
|  | 4                   | Red Sox             | 3                   | 3                   | 4 | Red Sox   | 4                     | 4                     |                       |                       |  |  |                |                |                |                |
|  |                     |                     |                     |                     | 4 | Red Sox   | 4                     | 4                     |                       |                       |  |  |                |                |                |                |
|  |                     |                     | 1                   | Cardinals           | 0 | 0         |                       |                       |                       |                       |  |  |                |                |                |                |
|  | 3                   | Dodgers             | 1                   | Cardinals           | 0 | 0         | 1                     | 1                     |                       |                       |  |  |                |                |                |                |
|  | 3                   | Dodgers             |                     |                     |   |           |                       |                       |                       |                       |  |  |                |                |                |                |
|  | 1                   | Cardinals           | 3                   | 3                   |   |           |                       |                       |                       |                       |  |  |                |                |                |                |
|  | 1                   | Cardinals           | 3                   | 3                   | 1 | Cardinals | 4                     | 4                     |                       |                       |  |  |                |                |                |                |
|  | Ligue nationale     |                     |                     |                     | 1 | Cardinals | 4                     | 4                     |                       |                       |  |  |                |                |                |                |
|  |                     |                     | 4                   | Astros              | 3 | 3         |                       |                       |                       |                       |  |  |                |                |                |                |
|  | 2                   | Braves              | 4                   | Astros              | 3 | 3         | 2                     | 2                     |                       |                       |  |  |                |                |                |                |
|  | 2                   | Braves              |                     |                     |   |           |                       | 2                     |                       |                       |  |  |                |                |                |                |
|  | 4                   | Astros              | 3                   | 3                   |   |           |                       |                       |                       |                       |  |  |                |                |                |                |
|  | 4                   | Astros              | 3                   | 3                   |   |           |                       |                       |                       |                       |  |  |                |                |                |                |
|  |                     |                     |                     |                     |   |           |                       |                       |                       |                       |  |  |                |                |                |                |

### Série mondiale
Les Red Sox de Boston s'imposent contre les Cardinals de Saint-Louis en quatre matches.
| Match | Date       | Recevant                 | Visiteur                 | Score  |
| ----- | ---------- | ------------------------ | ------------------------ | ------ |
| 1     | 23 octobre | Red Sox de Boston        | Cardinals de Saint-Louis | 11 - 9 |
| 2     | 24 octobre | Red Sox de Boston        | Cardinals de Saint-Louis | 6 - 2  |
| 3     | 26 octobre | Cardinals de Saint-Louis | Red Sox de Boston        | 1 - 4  |
| 4     | 27 octobre | Cardinals de Saint-Louis | Red Sox de Boston        | 0 - 3  |

## Honneurs individuels
| Recrue de l'année     | Jason Bay (Pirates)    | Bobby Crosby (Athletics)   |
| Trophée Cy Young      | Roger Clemens (Astros) | Johan Santana (Twins)      |
| Manager de l'année    | Bobby Cox (Braves)     | Buck Showalter (Rangers)   |
| Meilleur joueur (MVP) | Barry Bonds (Giants)   | Vladimir Guerrero (Angels) |